# Tetrarchia

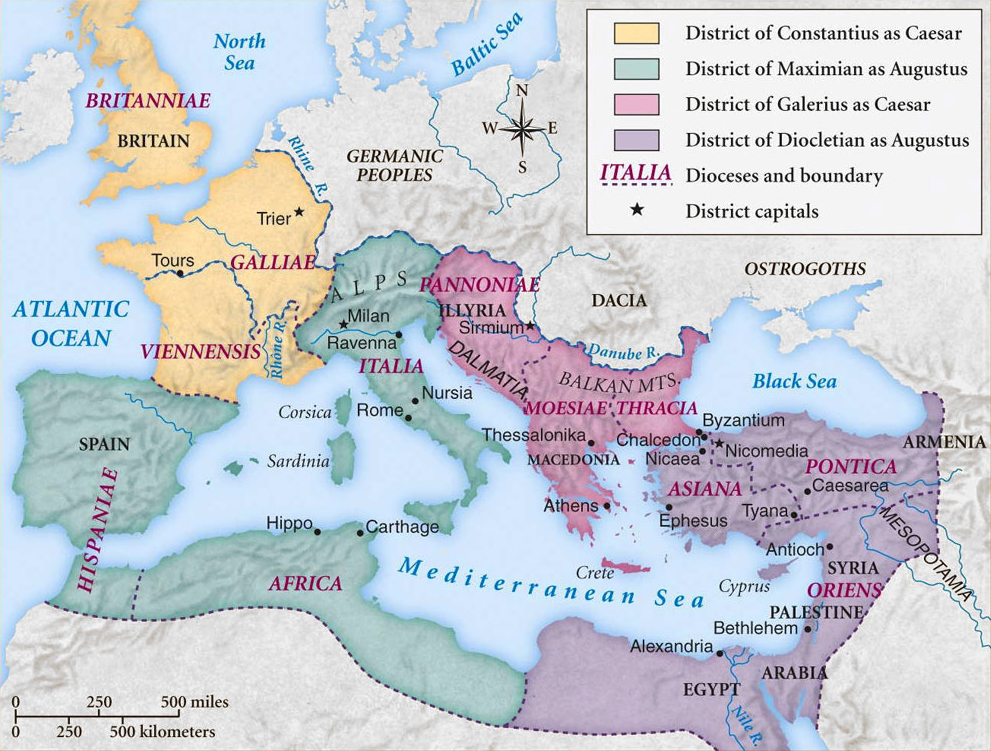
Cesarstwo Rzymskie w czasach pierwszej tetrarchii (z uwidocznieniem obszarów podlegających poszczególnym władcom)

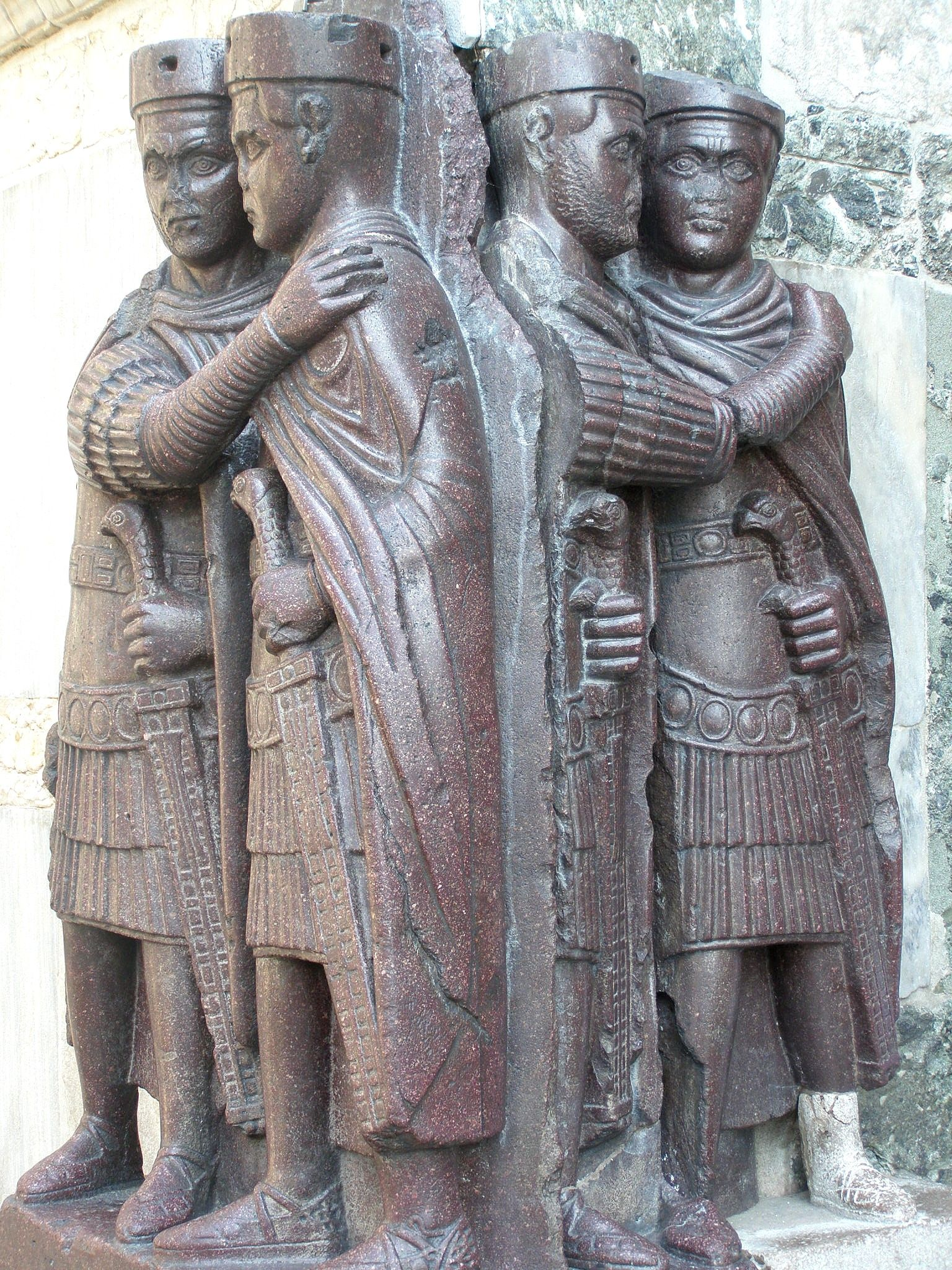
Tetrarchowie (rzeźba z fasady bazyliki św. Marka w Wenecji)

Tetrarchia (gr. τετραρχία, „rządy czterech”, „czwórwładza”; łac. quadrumvirat) – system rządów w Cesarstwie rzymskim wprowadzany stopniowo przez cesarza Dioklecjana od 286 roku. Polegał na równoczesnym sprawowaniu władzy przez czterech panujących: dwóch augustów i dwóch władców niższej rangi z tytułem cezara.

## Kształtowanie tetrarchii
Tetrarchia formowała się stopniowo i głównie pod wpływem okoliczności zewnętrznych. Początkowo Dioklecjan panował samodzielnie, lecz wskutek niebezpiecznej sytuacji w Germanii i Galii powołał (286) na współrządcę Maksymiana, nadając mu tytuł cezara i powierzając sprawy Zachodu. Wkrótce potem na skutek uzurpacji władzy przez Karauzjusza w Brytanii, Maksymian został drugim cesarzem otrzymując tytuł augusta. Dalsza komplikacja spraw cesarstwa, zarówno na Zachodzie (umocnienie się Karauzjusza), jak i na Wschodzie (zagrożenie ze strony Sasanidów), skłoniła Dioklecjana w 293 r. do powiększenia liczby władców imperium: każdy august miał sobie dobrać jednego cezara jako współrządcę. Maksymian wskazał Konstancjusza Chlorusa, któremu wcześniej oddał za żonę pasierbicę (Teodora), Dioklecjan wybrał Galeriusza, również łącząc go pokrewieństwem poprzez małżeństwo z córką (Galeria Waleria).
Zdaniem jednego z historyków, to właśnie armia była „artezyjskim źródłem talentów”, zaś ludzie ci doszli do władzy w sposób równie spektakularny i dzięki podobnym zasługom jak marszałkowie Napoleona – co w sposób naturalny predysponowało ich do zajęcia najwyższych w państwie stanowisk. Wzajemne relacje pomiędzy czterema władcami ustalała określona hierarchia, według której pierwszym augustem był Dioklecjan, co symbolizował też przydomek Iovius (Maksymian nosił miano Herculius), a pierwszym cezarem – Konstancjusz. Nie tylko przydomki potwierdzają tożsamość tetrarchów jako ostatnich czcicieli kapitolińskich (względnie olimpijskich) bóstw. Ówczesną świadomość religijną podtrzymywały nowo wznoszone budowle sakralne oraz przywracające moralność ustawodawstwo. Starożytny historyk celowo podkreśla, że podobnie jak dbano o zaopatrzenie ludności i jej bezpieczeństwo, tak i „najstarsze obrzędy religijne sprawowano z najwyższą pobożnością”.
Tetrarchia nie wprowadziła formalnego podziału terytorialnego państwa, gdyż teoretycznie każdy z panujących posiadał władzę nad całością imperium, a jedynie przydzielono mu zadania na określonym obszarze:
- Dioklecjan, august Wschodu, kontrolował terytoria azjatyckie i Egipt, jego stolicą była bityńska Nikomedia;
- Galeriusz, cezar Wschodu, miał pod kontrolą obszary naddunajskie, głównie z Sirmium nad Sawą;
- Maksymian, august Zachodu, zajmował się sprawami Italii, Afryki i Hiszpanii, najpierw z Akwilei, potem z Mediolanu;
- Konstancjusz, cezar Zachodu, miał w swej pieczy Galię z Brytanią, rządząc ze stolicy w Trewirze.

Kolejną innowacją wprowadzoną przez Dioklecjana było ograniczenie czasu sprawowania władzy przez augustów do 20 lat, po czym abdykować mieli oni na rzecz swych cezarów, ci zaś powinni wskazać nowych cezarów, czyli kolejnych własnych następców. Ten prosty system miał zapewnić najwyższą władzę ludziom w sile wieku i będącym u szczytu swych możliwości. Zgodnie z tą regułą Dioklecjan i Maksymian abdykowali 1 maja 305 r., zaś augustami zostali Konstancjusz i Galeriusz, wybierając na cezarów odpowiednio Flawiusza Sewera oraz Maksymina Daję.
Nadto tetrarchia zapobiec miała izolacji Rzymu, nazbyt oddalonego od często niespokojnych granic imperium – stąd pomysł wyznaczenia czterech stolic ze względów przede wszystkim militarnych. Choć cały system wydawał się korzystny i skuteczny, wkrótce okazało się, iż nie przystaje do życia i politycznej rzeczywistości.

## Kryzys tetrarchii
Przy wyborze nowych cezarów pominięto synów Maksymiana i Konstancjusza: odpowiednio Maksencjusza oraz Konstantyna. Po śmierci Konstancjusza Chlorusa (306) jego legiony obrały augustem Konstantyna i prawowity (według reguł systemu) następca – Sewer, zmuszony był uznać jego współrządy. Wkrótce po władzę sięgnął także Maksencjusz w Italii, wspomagany przez ojca – Maksymiana Herkuliusza, który niechętnie rozstał się z tytułem cesarskim w 305 roku. Tak więc system tetrarchii – nie uwzględniający prawa dziedziczenia władzy w rodzinie, jak również wymuszający nienaturalną sytuację dobrowolnego zrzekania się władzy – w praktyce okazał się utopijny.
Jak zauważono w krytycznej ocenie tego systemu, tetrarchia doprowadziła do anarchii, gdyż w niedługim czasie zamiast czterech było sześciu władców i zaledwie w cztery lata po usunięciu się Dioklecjana cesarstwu groził rozpad.
Swą tysiącletnią stołeczną rolę utraciło "Wieczne miasto" – Rzym, gdyż o wyborze  nowych stolic decydowała już nie tradycja historyczna, lecz aspekt głównie militarny. Ściśle łączyło się to kryzysem tożsamości imperium jako państwa, gdyż jego ludność straciła dotychczasowy centralny punkt odniesienia względem ośrodka władzy. W dążeniu do przywrócenia poprzedniego układu rozgorzały wojny domowe o władzę, które doprowadziły do sytuacji, iż było nie tylko czterech cesarzy, ale cztery cesarstwa.
Ostatecznie w wyniku tych konfliktów (a także w rezultacie śmierci niektórych pretendentów do władzy) w 313 roku cesarstwo miało już tylko dwóch władców: Konstantyna na Zachodzie i Licyniusza na Wschodzie. W 324 Konstantyn ostatecznie pokonał rywala i został jedynowładcą imperium, faktycznie kładąc kres idei i systemowi tetrarchii. Po jego śmierci w 337 roku władzę odziedziczyli synowie.

## Chronologia władzy
Stworzony przez Dioklecjana system władzy przetrwał zaledwie 20 lat. Dla dodania sprawowanym funkcjom prestiżu i dla większej przejrzystości układu rotacji, nieoficjalnie istniał symboliczny podział na dwie „dynastie” współrządców: jowiańską (w poniższym wykazie J) – pod patronatem Jowisza, oraz herkuliańską (H), której patronował Herkules. Pochodziły one od religijnych przydomków, jakie Dioklecjan przyjął ze swym współregentem Maksymianem: Jowiusz (tj. powołany przez Jowisza) i Herkuliusz.

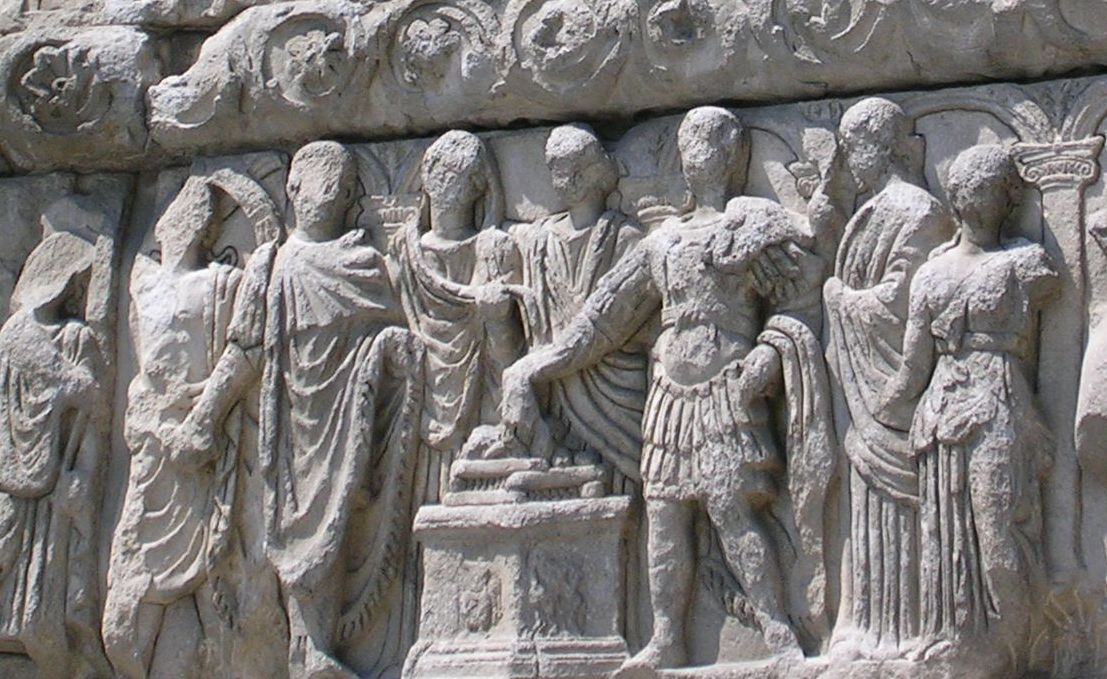
Władca składający ofiarę (płaskorzeźba z Łuku Galeriusza w Tesalonice [Salonikach])

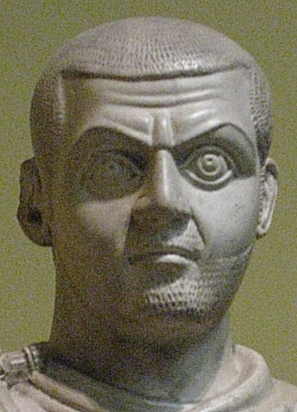
Przykładowe wyobrażenie tetrarchy w sztuce okresu (portret Maksymina Daji z czerwonego porfiru, kopia moskiewska rzeźby z egipskiego Athribis)

Poszczególne tetrarchie i ich władcy:
I tetrarchia (293 – 1 V 305 r. n.e.)
- (J) pierwszy august: Dioklecjan
- (J) cezar: Galeriusz
- (H) august: Maksymian (Herkuliusz)
- (H) pierwszy cezar: Konstancjusz (Chlorus)

II tetrarchia (1 V 305 – 25 VII 306 r. n.e.)
- (J) august: Galeriusz
- (J) cezar: Maksymin (Daja)
- (H) pierwszy august: Konstancjusz Chlorus
- (H) pierwszy cezar: Sewer II

III tetrarchia (25 VII 306 – 11 XI 308 r. n.e.)
- (J) pierwszy august: Galeriusz
- (J) pierwszy cezar: Maksymin Daja
- (H) august: Sewer II
- (H) cezar: Konstantyn

Okres walk o władzę (III/IV 307 – XI 308 r. n.e.)
- (J) pierwszy august: Galeriusz
- (J) cezar: Maksymin Daja
- (H) august: Maksencjusz
- (H) august: Maksymian Herkuliusz
- (H) cezar: Konstantyn [na Zachodzie – august]

IV (odnowiona) tetrarchia (XI 307 – V 310 r. n.e.)
- (J) pierwszy august: Galeriusz
- (J) august: Licyniusz
- (J) cezar; Maksymin Daja (jako filius augustorum)
- (H) august [na Zachodzie]: Konstantyn

V (zrewidowana) tetrarchia (V 310 – V 313 r. n.e.)
- (J) pierwszy august: Galeriusz [do śmierci w V 311 r.]
- (J) august: Licyniusz
- (J) august: Maksymin Daja
- (H) pierwszy august [od 312 r.]: Konstantyn

## Propaganda idei tetrachii

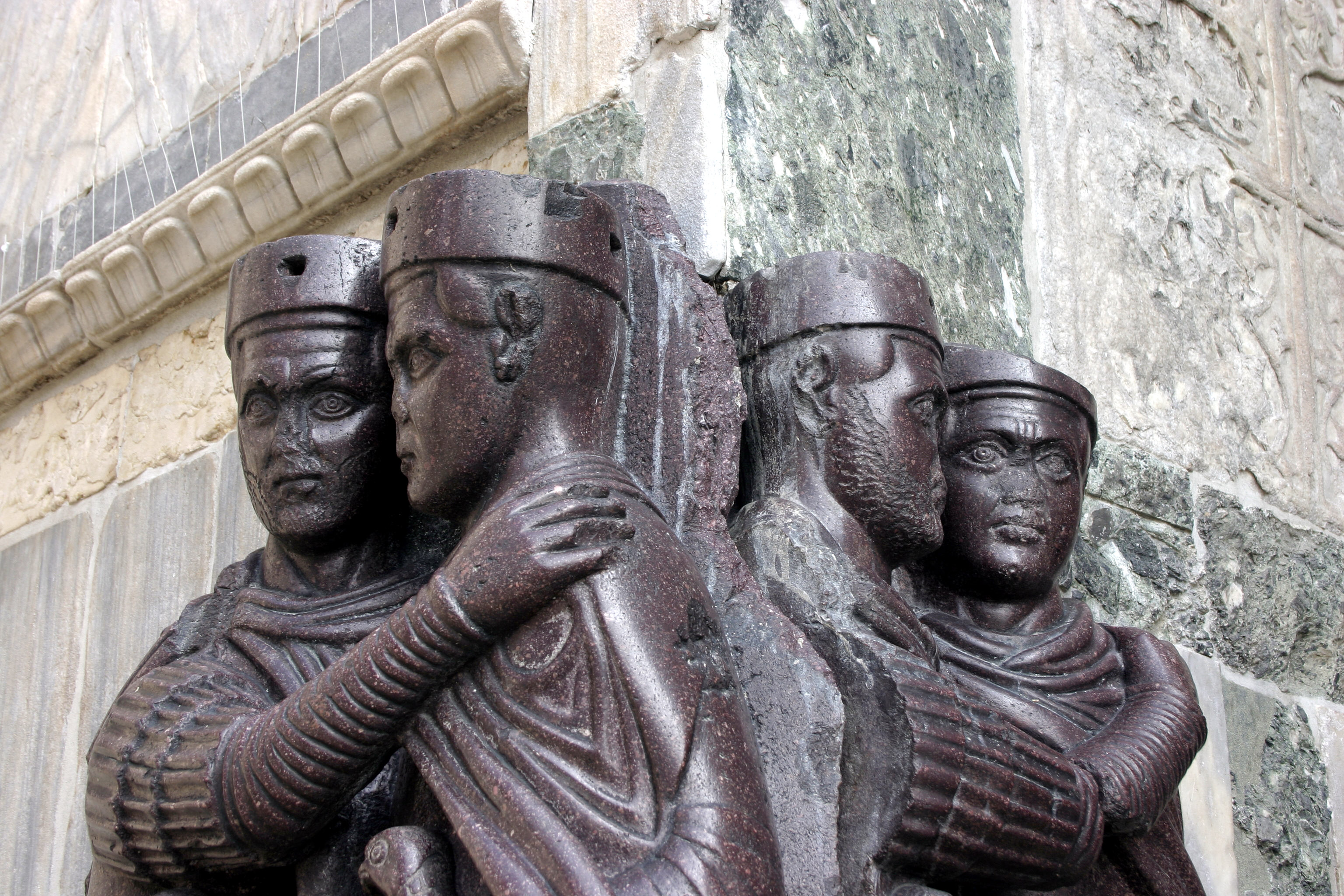
Demonstracja bratniej jedności i zgody tetrarchów na pomniku weneckim

Wszyscy spośród panujących wywodzili się z szeregów wojska i ono stanowiło zasadnicze oparcie nowej władzy, będąc gwarantem jej bezpieczeństwa i trwałości. W tym duchu oddziaływano też propagandowo na społeczeństwo cesarstwa. Szacunek dla armii i zgodną równość tetrarchów usilnie popularyzowano w całym imperium, przede wszystkim za pośrednictwem rzeźby figuralnej i monet. Wznoszone pomniki również charakteryzowały się jednolitością, zarówno w stylu, jak i w istotnych szczegółach przedstawień, a nawet pod względem używanego materiału. Wykonywano je z czerwonego porfiru, a stylistycznie cechowała je niezwykła schematyzacja wyobrażeń władców wraz z uniformizacją postaci (sztywne, schematyczne pozy, jednakowe stroje, broń itp. akcesoria) i z zatraceniem portretowych cech indywidualnych (trudne do odróżnienia twarze-maski, figuralne upodobnienie wszystkich portretowanych do siebie). Zarazem oblicza te wyrażały nastroje władczości, siły, a nawet okrucieństwa, służące gloryfikacji panującego i jego boskiej władzy w manierze despotyzmu wschodniego. Rzeźba figuralna tego okresu zatraca cechy realistycznego portretu rzymskiego, stając się jedynie wyrazem uosobienia władzy.
W tych uproszczonych i umownych wyobrażeniach poza tym silnie podkreślano ideę wojskowego braterstwa i konstruktywnej zgody tetrarchów. Typowym przykładem są dwa zabytki epoki przedstawiające ich zbiorowo, a będące częściami porfirowych kolumn wyciętych z budowli. Pochodząca z początku IV w n.e. grupa czterech postaci umieszczona w fasadzie bazyliki na pl. św. Marka w Wenecji, stanowi propagandowe wyobrażenie swoiście egalitarystycznej jedności i daje symboliczne wyobrażenie concordii łączącej augustów i cezarów. Jednakowo upozowani, objęci w geście zgody, są niemożliwi do odróżnienia i imiennego określenia.

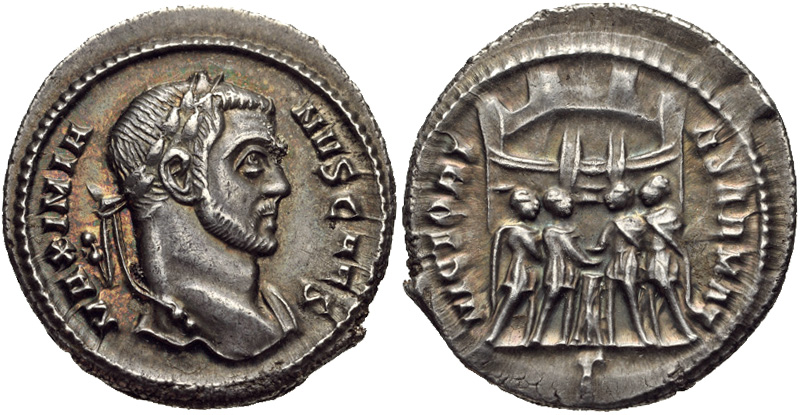
Srebrna moneta Galeriusza z przedstawieniem tetrarchów

Jeszcze intensywniej propagandę idei czwórwładzy szerzono za pośrednictwem monet krążących powszechnie i docierających wszędzie. Już wczesne emisje Dioklecjana i Maksymiana Herkuliusza propagują hasła takie jak Concordia Militum (Zgoda wojsk) czy Virtus Militum (Męstwo wojsk), a także kult Jowisza i Herkulesa jako zbawców-patronów (conservatores) obu władców. Reforma pieniądza wprowadziła do obiegu m.in. nową, pełnowartościową monetę srebrną – argenteus, zwiększającą społeczne zaufanie do władzy i służącą za tym skuteczniejsze narzędzie propagandy. Typowy jest powtarzany na rewersie motyw sceny ofiary składanej wspólnie przez tetrarchów na tle umocnień wojskowego obozu (bądź miasta), w połączeniu z różnymi hasłami, a zwłaszcza Providentia Augg[ustorum] (Opiekuńczość augustów) i Virtus Militum. Inny nowy nominał – follis, swym hasłem przewodnim Sacra Moneta Augg[ustorum] et Caess[ares] Nostr[orum] propagował tak doniosłe osiągnięcia tetrarchii, jakimi były ożywienie gospodarki i gruntowna reforma pieniądza.

## Związki pokrewieństwa w tetrarchii
Zjawiskiem charakterystycznym było wchodzenie również przez członków tetrarchii w związki pokrewieństwa, które wewnętrznie miały stanowić podstawę wzajemnego zaufania politycznego, a na zewnątrz – propagandowo podkreślać łączące ich przyjazne więzi polityczno-ideowe. W ramach nowego systemu władzy tworzono także w ten sposób nieoficjalny układ dynastyczny, niezwykle istotny w roszadach funkcji i późniejszych rozgrywkach politycznych.
| DIOKLECJAN (ur. ok. 245, zm. 316)           | córka: GALERIA WALERIA (zm. ok. 315), 2. żona GALERIUSZA |
| MAKSYMIAN Herkuliusz (ur. 250, zm. 310)     | syn (z Eutropią): MAKSENCJUSZ, cesarz 306-312 |
|                                             | pasierbica: TEODORA, 2. żona KONSTANCJUSZA Chlorusa |
|                                             | córka: FAUSTA (zm. 326), żona KONSTANTYNA I |
|                                             | wnukowie: KONSTANTYN II, cesarz 337-340; KONSTANCJUSZ II, cesarz 337-361; KONSTANS, cesarz 337-350; ROMULUS (syn Maksencjusza, zm. 309)                                       |
| KONSTANCJUSZ Chlorus (ur. ok. 250, zm. 306) | 1. żona (lub konkubina): HELENA, zm. 328 |
|                                             | 2. żona: TEODORA (od 293) |
|                                             | syn (z Heleną): KONSTANTYN I, cesarz 306-337 |
|                                             | synowie (z Teodorą): DELMACJUSZ, cezar 335-337; JULIUSZ KONSTANCJUSZ (ojciec Konstancjusza Gallusa i Juliana II Apostaty); HANNIBALIAN, król 335-357                          |
|                                             | córki (z Teodorą): KONSTANCJA (zm. 330), żona LICYNIUSZA; ANASTAZJA; EUTROPIA                                                                                                 |
| GALERIUSZ Maksymian (ur. ok. 260, zm. 311)  | 2. żona: GALERIA WALERIA, córka DIOKLECJANA |
|                                             | córka (z 1. żony): WALERIA MAKSYMILLA, żona MAKSENCJUSZA (od 293) |
|                                             | syn (z nieślubnego związku): KANDYDIAN |
|                                             | siostrzeniec: MAKSYMIN Daja, cesarz 310-313 |
| MAKSENCJUSZ (ur. 283, zm. 312)              | żona: WALERIA MAKSYMILLA, córka GALERIUSZA |
|                                             | syn (z Walerią): ROMULUS, konsul (zm. jako dziecko 309) |
|                                             | siostra: FAUSTA, żona KONSTANTYNA I (od 307) |
|                                             | siostra przyrodnia: TEODORA, żona KONSTANCJUSZA Chlorusa (od 293) |
|                                             | szwagier: KONSTANTYN I, cesarz 306-337 |
| LICYNIUSZ (ur. ok. 265, zm. 325)            | żona: KONSTANCJA, córka KONSTANCJUSZA Chlorusa, przyrodnia siostra KONSTANTYNA I                                                                                              |
|                                             | syn: LICYNIUSZ Młodszy (ur. 315), cezar 317-324 |
| KONSTANTYN I (ur. 272 [273?], zm. 337)      | 1. żona (lub konkubina): MINERWINA |
|                                             | 2. żona (od 307): FAUSTA, córka MAKSYMIANA Herkuliusza |
|                                             | syn (z Minerwiną): KRYSPUS (ur. ok. 300, zm. 326), cezar 317-326 |
|                                             | synowie (z Faustą): KONSTANTYN II (ur. 316 lub 317, zm. 340), cesarz 337-340; KONSTANCJUSZ II (ur. 317, zm. 361), cesarz 337-361; KONSTANS (ur. 320, zm. 350), cesarz 337-350 |
|                                             | córki (z Faustą): KONSTANTYNA, żona HANNIBALIANA (od 335); HELENA (II), żona (355-360) JULIANA II Apostaty, cesarza 360-363                                                   |
|                                             | wnuczka: KONSTANCJA (II), córka KONSTANCJUSZA II, żona (od 374) GRACJANA, cesarza 367-383                                                                                     |

## Inne znaczenia
Spotykane w starożytności określenie tetrarchia stosowano również w szerszym znaczeniu – jako określenie terytorium podległego tetrarsze pochodzącemu niekoniecznie z rodu cesarskiego. Oznaczało ono zarządcę (wielkorządcę) części względnie pewnego obszaru państwa. Jako pierwszy wprowadził je w tym znaczeniu macedoński Filip II w opanowanej przez siebie Tesalii; występowało także w Galacji. W cesarstwie rzymskim był to tytuł przyznawany zależnym od Rzymu władcom w Azji Mniejszej i Syrii, których obszar panowania był mniejszy od królestwa. W Nowym Testamencie odnosi się on do synów Heroda Wielkiego: Heroda Antypasa – tetrarchy Galilei i Perei (Mt 14,1; Łk 3,1; 3,19), oraz Filipa – tetrarchy Iturei i Trachonu (Łk 3,1), jak również do tetrarchy Abileny Lizaniasza (Łk 3,1).